# Halte de Pontrieux
Halte de Pontrieux vasútállomás Franciaországban, Pontrieux településen.

## Vasútvonalak
Az állomást az alábbi vasútvonalak érintik:
- Guingamp-Paimpol-vasútvonal

## Kapcsolódó állomások
A vasútállomáshoz az alábbi állomások vannak a legközelebb:
- Gare de Brélidy - Plouëc (Gare de Guingamp, Guingamp-Paimpol-vasútvonal)
- Gare de Pontrieux (Gare de Paimpol, Guingamp-Paimpol-vasútvonal)